# سيدي منصور (أغنية)
«سيدي منصور» من الأغاني التراثية التونسية أعاد تقديمها لمغني التونسي صابر الرباعي ضمن ألبوم يحمل نفس الاسم سيدي منصور في عام 2000.
الأغنية تعرف شعبيا بـ«الله الله يا بابا» و«سيدي منصور يا بابا» من ضمن كلمات الأغنية المكرّرة. وللأغنية عدد كبير من الأداءات من قبل مغنين آخرين باللغة العربية وبلغات أخرى.
يجب عدم خلط أغنية صابر الرباعي مع أغنية للمغنية الجزائرية شيخة ريميتي بذات العنوان.